# Z͟h
Cette page contient des caractères spéciaux ou non latins. S’ils s’affichent mal (▯, ?, etc.), consultez la page d’aide Unicode.
Pour les articles homonymes, voir ZH.
Z͟h (minuscule z͟h) est un digramme de l'alphabet latin utilisé dans certaines romanisations. Il est composé de la lettre Z et la lettre H avec un double macron souscrit.

## Utilisation
Le z͟h est utilisé dans la romanisation de l’arabe de l’Encyclopédie de l’Islam pour translitérer le z͟hāʾ ‹ ژ ›.
Dans la romanisation BGN/PCGN 2017 du pachto, le digramme zh double macron souscrit ‹ z͟h › est utilisé pour translittérer la lettre z͟he ‹ ږ ›.
Dans la romanisation BGN/PCGN 2011 de l’abkhaze, le digramme zh double macron souscrit ‹ z͟h › est utilisé pour translittérer la lettre ej ‹ ж ›.
Dans la romanisation BGN/PCGN 2011 de l’abkhaze, il est utilisé pour translittérer le digramme ej signe doux ‹ жъ ›.

## Représentation informatique
Il peut être représenter avec le diacritique double macron souscrit ‹ z͟h › ou avec le diacritique trait souscrit ‹ z̲h̲ ›.